# Hennes Bender

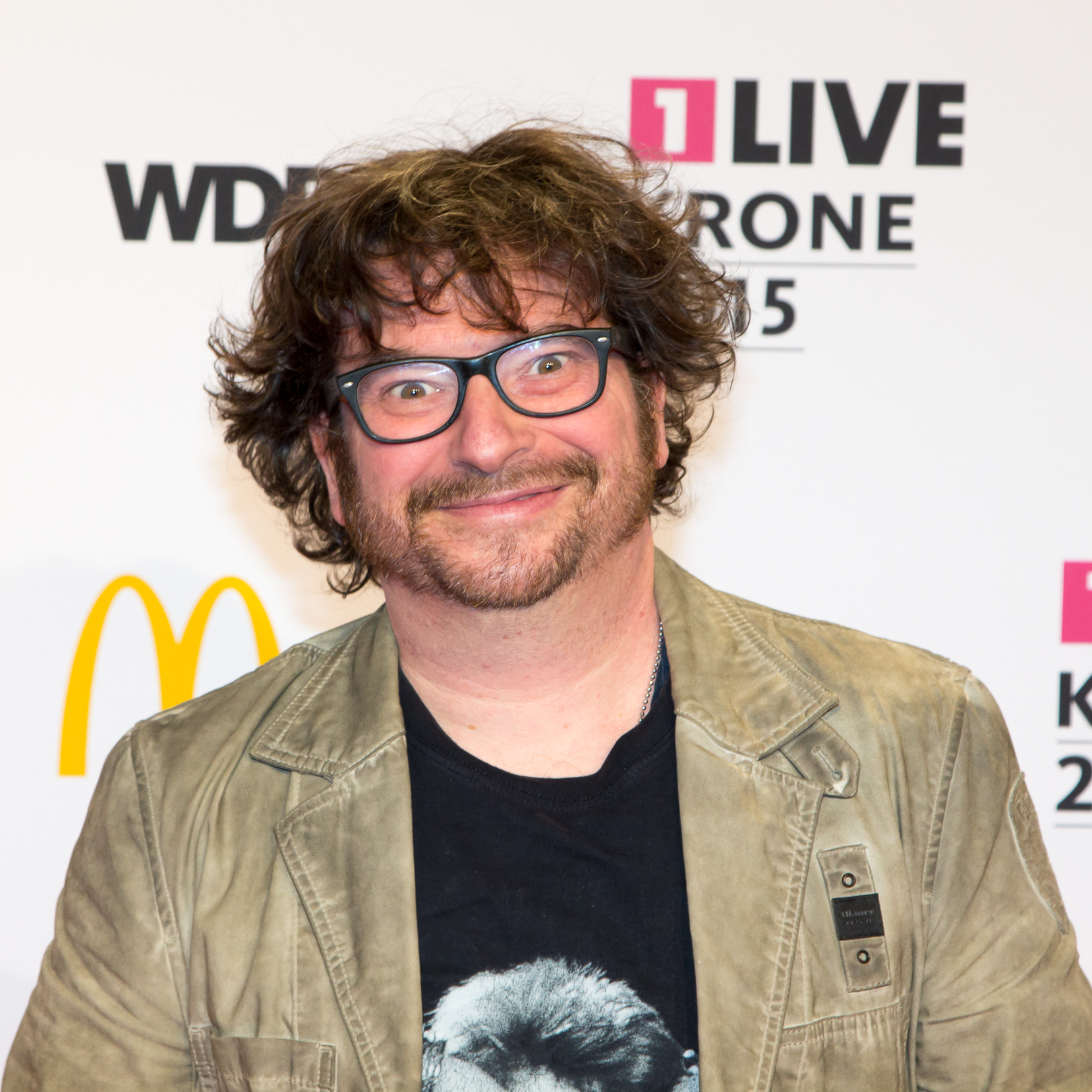
Hennes Bender bei der 1 Live Krone 2015

Hennes Bender (* 19. Februar 1968 in Bochum als Hans-Günther Bender) ist ein deutscher Komiker, Synchronsprecher und Schauspieler.

## Leben

### Herkunft und Ausbildung
Benders Familie stammt aus Rüsselsheim, wo beide Eltern bei Opel beschäftigt waren. Mit der Eröffnung des Opel-Werkes in Bochum zog die Familie ins Ruhrgebiet. Hennes Bender wuchs in Bochum auf. 1990 spielte er bei einer einmaligen Aufführung seines Jugendclubs im Schauspielhaus Bochum den Hamlet. Von 1992 bis 1997 trat er zusammen mit Heinz-Peter Lengkeit als das Comedy-Duo Lengkeit gegen Bender auf. 1997 beendete er sein Studium der Filmwissenschaften an der Ruhr-Universität Bochum mit der Magisterarbeit Die Mittelaltersymbolik in den Filmen Monty Pythons und Terry Gilliams unter besonderer Berücksichtigung des Parzival von Wolfram von Eschenbach.

### Karriere als Komiker

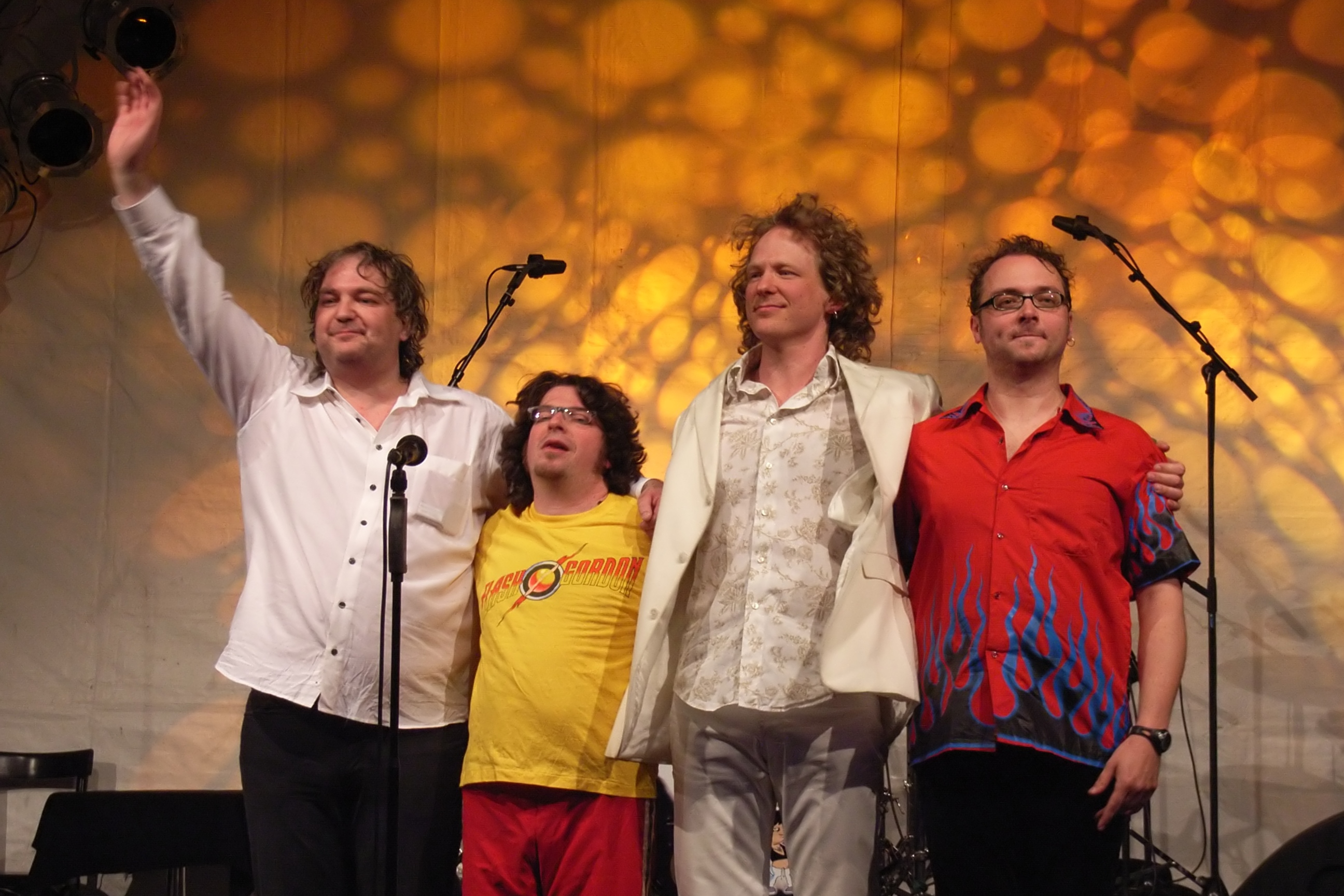
Burger Queen: Ralf Weber, Hennes Bender, Volker Naves, Moses W. (2008)

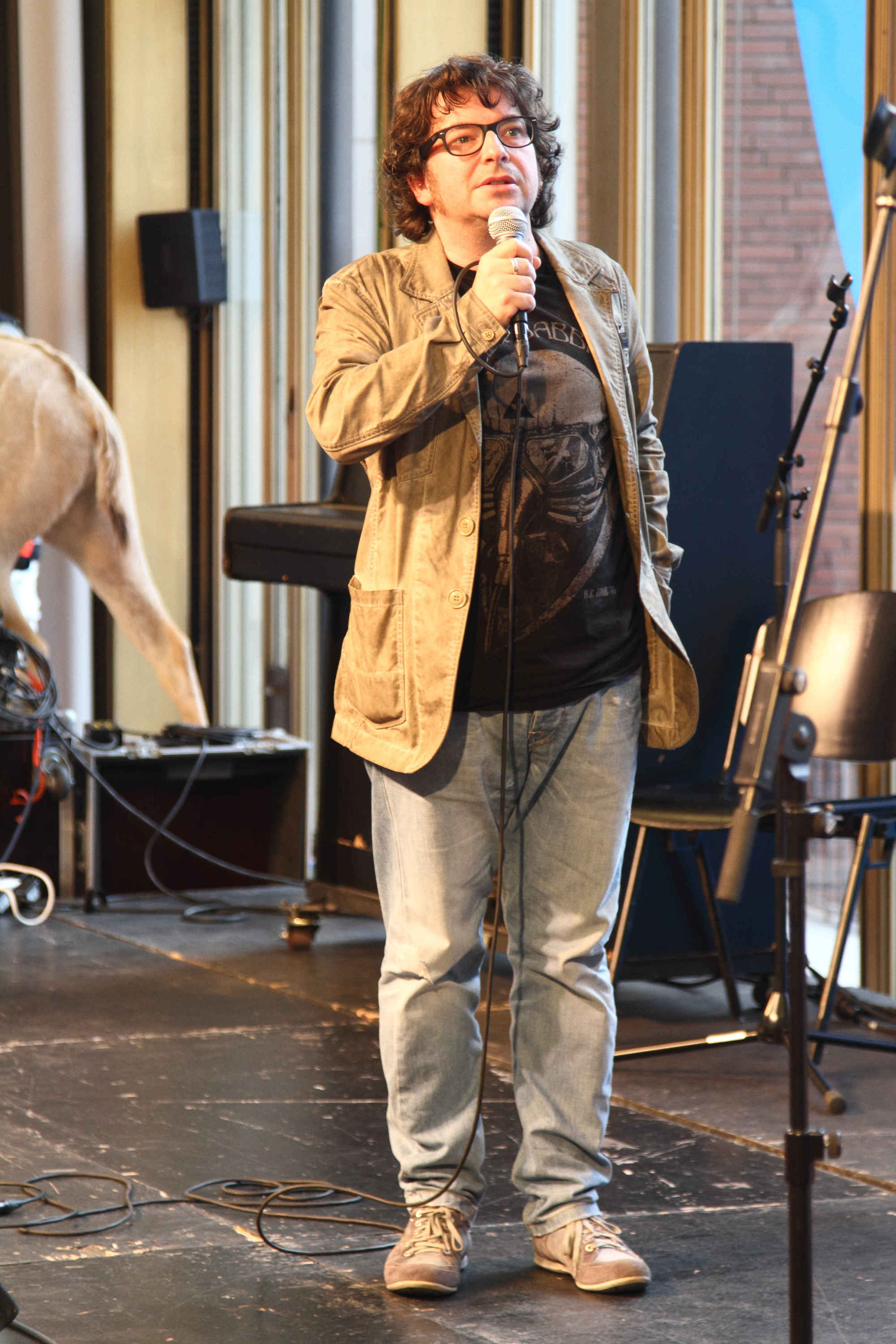
Hennes Bender im September 2013

Ab 1998 moderierte Bender beim Jugendsender des Hessischen Rundfunks, hr XXL, die sonntägliche Radio-Comedysendung Toast. Darin präsentierte er sein komödiantisches Talent, stellte neue Kinofilme vor und veranstaltete Gewinnspiele mit den Hörern. Für seine Kult-Radiocomedy Scheiße – die Hafenpolizei! erhielt er 1999 den Kurt-Magnus-Preis der ARD.
Sein Fernsehdebüt gab er im Jahr 2000 in der Reality-Soap Geld für dein Leben bei tm3 – ein Event, an das er gemäß eigenen Aussagen nicht gerne erinnert wird.
Er trat mehrfach als Comedian in den Fernsehsendungen Zimmer frei!, NightWash und dem Quatsch Comedy Club auf, war Gast-Comedian bei Tramitz and Friends, 7 Tage, 7 Köpfe und Frei Schnauze und präsentierte sein Stand-up-Programm auch bei der Wochenshow und TV total. 2004 erhielt er den Deutschen Comedypreis in der Sparte Bester Newcomer. Außerdem trat Bender in der Daily-Soap Unter uns (als Hannes Binder) sowie als pyromanischer Professor in der Sesamstraße auf und war Gaststar in der ProSieben Märchenstunde neben Christine Kaufmann. Er ist regelmäßiger Gast in der Sendung Vier sind das Volk.
Mit seinen Comedy-Soloprogrammen ist er deutschlandweit auf Tournee. Gemeinsam mit Volker Naves, Ralf Weber und Moses W. bildete er bis 2012 die Musik-Comedians-Gruppe Burger Queen. 2005 nahm Hennes Bender das Kassierer-Lied Menschenkatapult zu deren 20-jährigem Bestehen neu auf. Das Lied wurde im selben Jahr auf der CD Kunst veröffentlicht. Im November 2006 erschien seine erste Live-DVD Komm geh weg. Im Jahr 2008 folgte die Live-DVD Live in der Stadt die es nicht gibt! Nach einer einmonatigen Preview-Tour hatte Benders viertes Soloprogramm Egal gibt’s nicht am 13. Oktober 2007 in Bielefeld Premiere. Darauf folgten die Programme Erregt (2010), Klein/Laut (2013) und Luft nach Oben (2016). Im Herbst 2018 startet das Best-Of-Programm Alle Jubeljahre – Das Beste aus 50 Jahren.
Mittlerweile ist Bender auch als Podcaster tätig. Seit 2013 präsentiert er zusammen mit Gerry Streberg und dem Kabarettisten Torsten Sträter auf YouTube und Spotify den Podcast Sträter Bender Streberg und seit 2017 mit Frederic Hormuth den Telekolleg BOWIE. Mit seinem Kollegen und Freund Thomas Nicolai war er in 99 Folgen von „Blühende Landschaften“ von März 2020 bis April 2022 regelmäßig auf Sendung. Am 28. Dezember 2024 gab Hennes Bender in der 126. Folge von Sträter ⁕ Bender ⁕ Streberg seinen Ausstieg aus dem beliebten Podcast bekannt. Für ihn ist es nach 11 Jahren an der Zeit, sich anderen Dingen zu widmen.

### Tätigkeit als Synchronsprecher
Im 2006 erschienenen Animationsfilm Cedric übernahm Hennes Bender die Sprechrolle des Wissenschaftlers Dr. Quuh. Im September 2007 arbeitete Bender als Gastsprecher für den Hamburger Hörspielverlag Lausch – Phantastische Hörspiele. In der Science-Fiction-Hörspielreihe Caine lieh der Comedian einer außerirdischen Wesenheit namens Jon-Jon seine Stimme. Für diese Darstellung wurde er mehrfach für diverse Hörspielpreise nominiert.
Seither wirkte er auch als Sprecher mit bei der Produktion der Minihörspielreihe Die drei @@@ (Die drei Klammeraffen), einer Parodie auf die Hörspielreihe Die drei ???, als Faust in der Hörspielreihe Juniordetektei Jammerthal und synchronisierte die Kampfdroiden in den Star-Wars-Hörspielen seines Freundes Oliver Döring. Außerdem sprach er den Vampir Shrowdy in dem Computerspiel A Vampyre Story. In dem dritten Teil der Videospielreihe Little Big Planet leiht er dem Bösewicht Newton seine Stimme.
Hennes Bender ist Moderator in Zusammenhang mit der Heftromanserie John Sinclair und moderiert dort den Night Talk. Die Folgen werden auf dem YouTube-Kanal John Sinclair veröffentlicht.

### Politisches Engagement
Auf Vorschlag der SPD-Landtagsfraktion in Nordrhein-Westfalen wurde Hennes Bender zum Mitglied der 17. Bundesversammlung gewählt.

### Persönliches
Hennes Bender ist verheiratet und lebt in Bochum.

## Auszeichnungen
- 1999: Kurt-Magnus-Preis der ARD[4]
- 2004: Deutscher Comedypreis – Bester Newcomer[4][5]

## Bibliografie

### Comedy
- Kein Thema!. Carlsen, 2008, ISBN 3-551-68161-9.
- Alles Wesentliche. Lappan, Oldenburg 2010, ISBN 978-3-8303-3251-0

### Sachbuch
- Komma lecker bei mich bei: Kleines Ruhrpott-Lexikon, Ullstein Tb, 2009, ISBN 3-548-37321-6.

### Übersetzungen
- René Goscinny, Albert Uderzo: Asterix Mundart Ruhrdeutsch III: Tour de Ruhr (Original: Le tour de Gaule d'Astérix ins Ruhrdeutsche). Egmont Comic Collection, 2016, ISBN 978-3-7704-3902-7
- René Goscinny, Albert Uderzo: Asterix Mundart Ruhrdeutsch IV: Dingenskirchen (Original: Le Domaine des Dieux ins Ruhrdeutsche). Egmont Comic Collection, 2018, ISBN 978-3-7704-3992-8.
- René Goscinny, Albert Uderzo: Asterix Mundart Ruhrdeutsch V: Voll auffe Omme (Original: Le combat des chefs ins Ruhrdeutsche). Egmont Comic Collection, 2019, ISBN 978-3-7704-4047-4.
- René Goscinny, Albert Uderzo: Asterix Mundart Ruhrdeutsch VI: Keine Kohle mehr im Pott (Original: Astérix et le Chaudron ins Ruhrdeutsche). Egmont Comic Collection, 2020, ISBN 978-3-7704-4087-0.
- René Goscinny, Albert Uderzo: Asterix Mundart Ruhrdeutsch VII: Die dickste Buxe vom Revier (Original: Obélix et Compagnie ins Ruhrdeutsche). Egmont Comic Collection, 2022, ISBN 978-3-7704-026-32.
- René Goscinny, Albert Uderzo: Asterix Mundart Ruhrdeutsch VIII: Voll Panne, die Römers (Original: Astérix légionnaire ins Ruhrdeutsche). Egmont Comic Collection, 2023, ISBN 978-3-7704-049-33.
- René Goscinny, Albert Uderzo: Asterix Mundart Ruhrdeutsch IX: Glück auf, der Gallier kommt! (Astérix le Gaulois). Egmont Comic Collection, 2024, ISBN 978-3-7704-0921-1.

## Diskografie
- 2003: Generation YPS
- 2004: Noppen am Griff
- 2005: Komm geh weg
- 2006: Komm geh weg LIVE (Doppel DVD)
- 2008: Egal gibt’s nicht – Live!
- 2009: Live in der Stadt, die es nicht gibt (DVD)
- 2010: Komma lecker bei mich bei – Live aus der Kulturhauptstadt
- 2011: Erregt!
- 2014: Klein/Laut
- 2020: Luft nach oben (live)